# Pidkamin (Dorf)
Pidkamin (ukrainisch Підкамінь; russisch Подкамень/Podkamen, polnisch Podkamień) ist ein Dorf in der ukrainischen Oblast Iwano-Frankiwsk in der Westukraine mit etwa 450 Einwohnern.

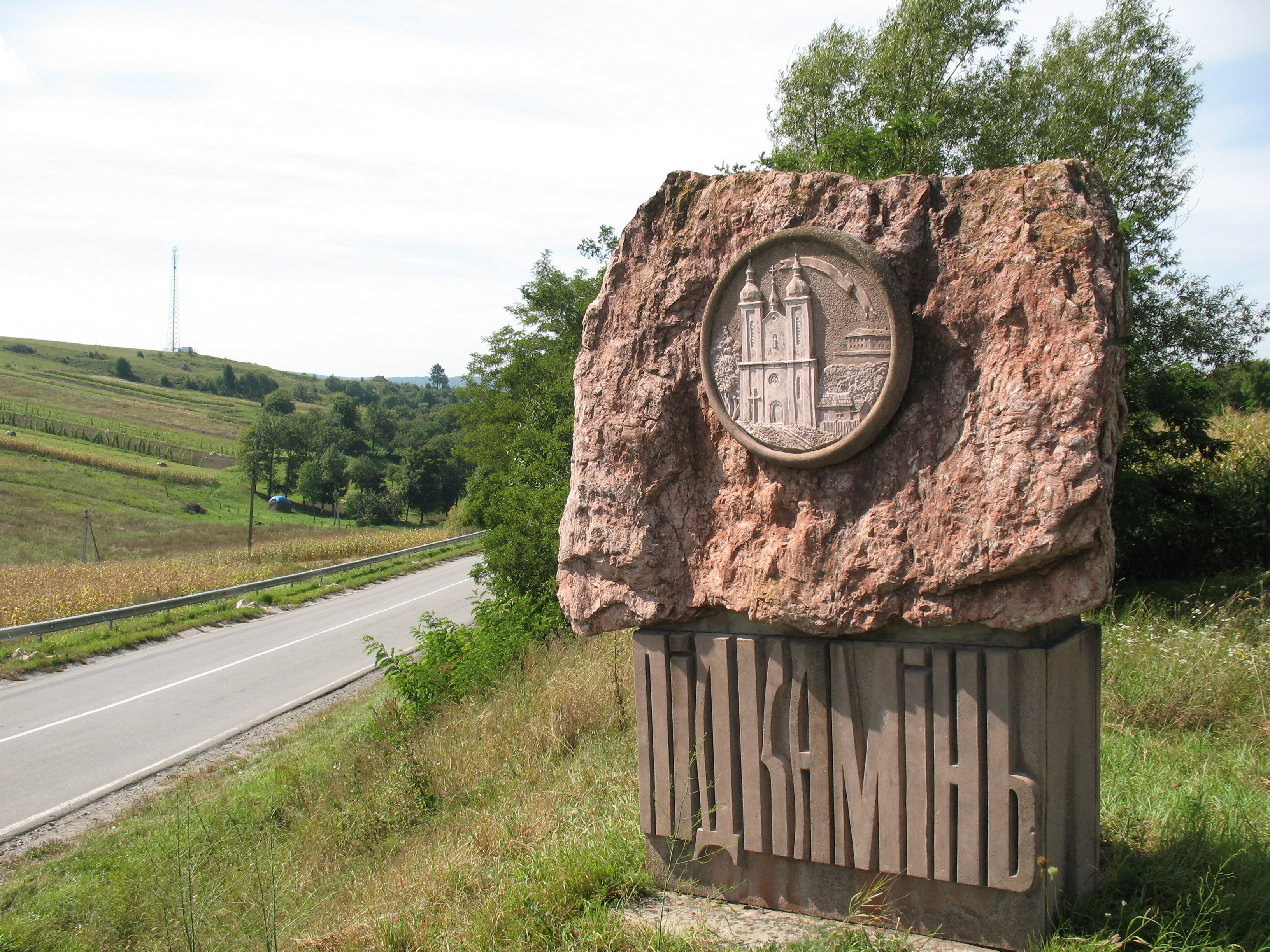
Hinweistafel beim Ortseingang

Die Ortschaft liegt im Westen der historischen Landschaft Galizien im Rajon Iwano-Frankiwsk am Fluss Swirsch, etwa 10 Kilometer nordwestlich vom ehemaligen Rajonzentrum Rohatyn und 61 Kilometer nördlich vom Oblastzentrum Iwano-Frankiwsk entfernt.
Am 12. Juni 2020 wurde das Dorf ein Teil neu gegründeten Stadtgemeinde Rohatyn im Rajon Iwano-Frankiwsk; bis dahin bildete es die Landratsgemeinde Pidkamin (Підкамінська сільська рада/Pidkaminska silska rada) im Rajon Rohatyn.
Der Ort wurde 1515 zum ersten Mal schriftlich erwähnt, erhielt später das Marktrecht, lag zunächst in der Adelsrepublik Polen-Litauen, Woiwodschaft Ruthenien, und kam 1772 als Podkamien zum damaligen österreichischen Kronland Galizien (bis 1918 als Markt dann im Bezirk Rohatyn).

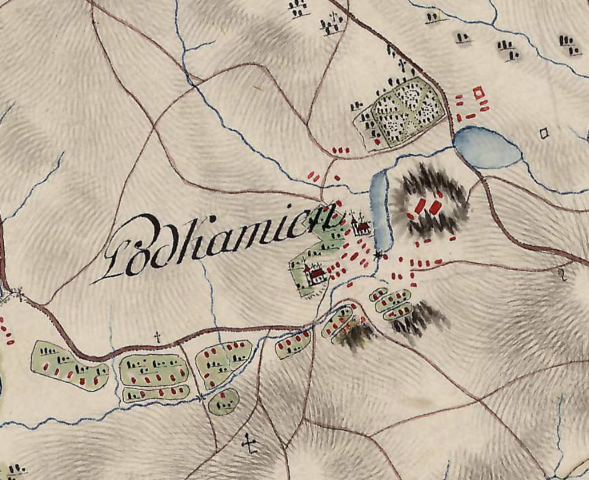
Karte der Ortsumgebung aus dem 18. Jahrhundert

Nach dem Ende des Ersten Weltkrieges kam der Ort zur Polen, war hier ab 1921 als Podkamień in die Woiwodschaft Stanislau, Powiat Rohatyn, Gmina Podkamień eingegliedert und wurde im Zweiten Weltkrieg erst von der Sowjetunion und ab 1941 bis 1944 von Deutschland besetzt und dem Distrikt Galizien angeschlossen. Nach der Rückeroberung durch sowjetische Truppen 1944 kam er 1945 wiederum zur Sowjetunion und wurde in die Ukrainische SSR eingegliedert, seit 1991 ist der Ort Teil der heutigen Ukraine. Unter sowjetischer Herrschaft wurde dem Ort 1939 durch die Herabstufung zum Dorf der Marktstatus aberkannt.
Im Ort befindet sich eine Kirche aus dem 19. Jahrhundert sowie die Ruinen des Herburtów-Schlosses aus dem 16. Jahrhundert.